# HKD HKC Beograd
Hrvatsko kulturno društvo "Hrvatski kulturni centar-Beograd" (skraćeni naziv HKD "HKC-Beograd") je nevladina i neprofitna udruga Hrvata, osnovana na neodredeno vrijeme radi ostvarivanja ciljeva u oblasti okupljanja pripadnika hrvatske nacionalne manjine na teritoriju Republike Srbije, radi očuvanja i razvijanja nacionalnog identiteta. Okuplja osim novih i postojeće i razvija nove kulturne, prosvjetne i znanstvene institucije Hrvata u Republici Srbiji. Udruga ima sjedište u Beogradu, na adresi Pana Ðukica 2, općina Palilula i svoju djelatnost ostvaruje na teritoriju Republike Srbije. Tijela Udruge su Skupština, Upravni odbor i Nadzorni odbor. Statut udruge donesen je 20. studenoga 2016. godine.
Cilj udruge je očuvanje i razvijanje nacionalnog identiteta Hrvata u Republici Srbiji; upoznavanje, razvijanje i njegovanje kulturno-povijesnih tradicija Hrvata u Republici Srbiji; jačanje i utvrdivanje dobrih i humanih odnosa s većinskim srpskim narodom i pripadnicima drugih manjinskih naroda na teritoriju Republike Srbije; razvijanje suradnje s organizacijama hrvatskog naroda u drugim državama na kulturnim, prosvjetnim, znanstvenim i drugim aktivnostima.
26. veljače 2017. je konstituiran Upravni odbor i izabrana predsjednica Nadzornog odbora. Predsjednica UO je književnica Ljiljana Crnić, zamjenik predsjednice je glumac Aleksandar Alač, a Mihailo Balić je tajnik. Članica UO je i Ivana Vukov. Predsjednica Nadzornog odbora je Ida Prester.

## Vanjske poveznice
- HKD ,,Hrvatski kulturni centar-Beograd" Facebook